# Hadżi Mohammad Czamkani
Hadżi Mohammad Czamkani (ur. 1947, zm. 2012) – afgański polityk, który pełnił funkcję tymczasowego prezydenta Afganistanu w okresie wspieranej przez Sowietów Demokratycznej Republiki Afganistanu. Wcześniej był zastępcą głowy państwa, czyli wiceprzewodniczącym Rady Rewolucyjnej Afganistanu, będącej pod przewodnictwem Babraka Karmala. 
Czamkani został prezydentem po rezygnacji Babraka Karmala. Nie będąc członkiem partii, przywódca plemienny posiadający władzę i powiązania w kluczowych obszarach prowincji graniczących z Pakistanem, rozszerzył swoje wpływy również na Pakistan. Jednak Mohammad Nadżibullah był bardziej odpowiedzialny za kraj ze względu na swoje znaczące stanowiska dyrektora CHAD i sekretarza generalnego Ludowo-Demokratycznej Partii Afganistanu. To podczas jego kadencji ZSRR wyraził chęć negocjacji i usunięcia części wojsk z Afganistanu. Jego kadencja odznaczała się także stworzeniem nowej konstytucji. 